# Lupinus congdonii
Lupinus congdonii là một loài thực vật có hoa trong họ Đậu. Loài này được (C.P.Sm.) D.B.Dunn miêu tả khoa học đầu tiên.